# Lidrequin
Lidrequin est une ancienne commune de Moselle, absorbée par Conthil en 1960.

## Géographie
Situé au sud de Conthil.

## Toponymie
- Anciens noms: Linderking et Lindrequin[1], Lidrequin (1793), Lidrekin (1801), Linderchen (1871-1918), Lindringen (1941-1944).

## Histoire
Le 1er janvier 1961, la commune de Lidrequin est rattachée à celle de Conthil.

## Administration
| Période                                  | Période | Identité           | Étiquette | Qualité |
| ---------------------------------------- | ------- | ------------------ | --------- | ------- |
| 1760                                     |         | Nicolas HENRY      |           |         |
| 1764                                     |         | Claude JEANNONT    |           |         |
| 1831                                     | 1843    | Joseph PILLOT      |           |         |
| 1846                                     | 1860    | Arsène LEFEBVRE    |           |         |
| 1870                                     |         | François CANTENEUR |           |         |
| Les données manquantes sont à compléter. |         |                    |           |         |

## Démographie
| 1793 | 1800 | 1806 | 1821 | 1831 | 1836 | 1841 | 1846 | 1851 |
| ---- | ---- | ---- | ---- | ---- | ---- | ---- | ---- | ---- |
| 68   | 43   | 83   | 57   | 83   | 82   | 83   | 74   | 87   |

| 1856 | 1861 | 1872 | 1876 | 1881 | 1886 | 1891 | 1896 | 1901 |
| ---- | ---- | ---- | ---- | ---- | ---- | ---- | ---- | ---- |
| 74   | 67   | 59   | 51   | 51   | 51   | 56   | 52   | 48   |

| 1906 | 1911 | 1921 | 1926 | 1931 | 1936 | 1946 | 1954 | - |
| ---- | ---- | ---- | ---- | ---- | ---- | ---- | ---- | - |
| 44   | 51   | 39   | 35   | 27   | 28   | 25   | 23   | - |